# Бартым (Башкортостан)
Бартым (баш. Бартым) — деревня в Караидельском районе Башкортостана, входит в состав Озеркинского сельсовета.

## Население
| 2002 | 2009 | 2010 |
| ---- | ---- | ---- |
| 204  | ↘167 | ↘158 |

## Географическое положение
Расположена в лесах в слабозаселённой местности в верховьях реки Большая Бердяшка, в 25 км к югу от деревни Озерки, в 37 км к востоку от села Караидель и в 140 км к северо-востоку от Уфы.
Через деревню проходит автодорога Караидель — Месягутово.